# Peeter Meisel
Peeter Meisel (bürgl. Name Peeter Kõvamees, anderes Pseudonym Peeter Roigas, * 29. Novemberjul. / 12. Dezember 1901greg. in der Landgemeinde Abja; † 1937) war ein estnischer Schriftsteller und Kritiker.

## Leben und Werk
Meisel besuchte die örtliche Dorfschule und kurzzeitig auch Vorbereitungskurse für das Progymnasium, arbeitete jedoch vornehmlich in einer Firnisfabrik. Von 1921 bis 1923 leistete er seinen Wehrdienst bei der estnischen Armee ab. 1924 wurde er wegen des Mordes an einem Polizisten zum Tode verurteilt, konnte jedoch fliehen und in die Sowjetunion entkommen. In Leningrad studierte er an der Kommunistischen Universität der nationalen Minderheiten des Westens und dem Institut der Roten Professur, wo er 1929 bzw. 1933 seine Abschlüsse machte. Anschließend war er Dozent für dialektischen Materialismus und später auch Leiter des Lehrstuhls für Philosophie. Er nahm aktiv am kulturellen Leben der Esten in Leningrad teil und wurde 1937 im Zuge der Stalinschen Säuberungen, die sich zum Teil gezielt gegen nationale Gruppierungen richteten, inhaftiert und hingerichtet. Der genaue Todeszeitpunkt und Todesort sind unbekannt.
Meisels literarisches Werk – vornehmlich Kurzprosa und ein schmaler Roman – ist geprägt vom Marxismus und behandelt häufig auf realistische Weise soziale Probleme der Gegenwart, aber auch die Ereignisse der Revolution von 1905 oder die Kollektivierung der Landwirtschaft bei estnischen Niederlassungen in Sibirien.

## Bibliografie
- Eit ('Die Alte'). Külvaja, Leningrad 1931. 30 S.
- Sookuru saunamees ('Der Kätner von Sookuru'). Külvaja, Leningrad 1931. 44 S.
- Meri õitseb ('Das Meer blüht'). Külvaja, Leningrad 1931. 28 S.
- Võrgus ('Im Netz'). Külvaja, Leningrad 1932. 118 S.

## Sekundärliteratur
- Eduard Päll: Eesti nõukogude kirjanduse arenemisest NSV Liidus enne 1940. aastat, in: Keel ja Kirjandus 4–5/1958, S. 193–213; 6/1958, S. 324–338.